# Tertie (Winkel)
Tertie ist eine veraltete Winkeleinheit für den sechzigsten Teil einer Winkelsekunde. Sie wird durch drei der Zahl oben beigesetzte Striche bezeichnet:
z. B. 4° 9′ 25″ 10‴ = 4 Grad 9 Minuten 25 Sekunden 10 Tertien.
Der Name leitet sich aus der Weiterführung der sexagesimalen Unterteilung Minute (die ‚Verminderte‘), Sekunde (die ‚Zweite‘), … ab (von lateinisch pars minuta tertia ‚dritter verminderter Teil‘). 
In der nautischen Praxis wird diese Einheit aber trotz ihrer Altertümlichkeit und der vermehrten Verwendung von dezimalen Einteilungen immer noch eingesetzt. Ein Beispiel hierfür ist ihre Anwendung als Längenmaß Meridiantertie bei der Fahrtmessung mit Relingsloggen in der Schiffs-Navigation.